# Gruziński Legion Narodowy
Gruziński Legion Narodowy (ukr. Грузинський національний легіон) lub Legion Gruziński (gruz. ქართული ლეგიონი)  – ochotnicza paramilitarna formacja utworzona w 2014 roku w trakcie wojny rosyjsko-ukraińskiej przez Gruzinów walczących po stronie ukraińskiej. Gruzini byli pierwszymi obcokrajowcami, którzy zostali włączeni w skład armii ukraińskiej. W latach 2016–2018 formacja oficjalnie wchodziła w skład Sił Zbrojnych Ukrainy i była częścią 25 Samodzielnego Batalionu Piechoty Zmotoryzowanej „Ruś Kijowska”. Legion walczył w Donbasie, bronił Kijowa i brał udział w walkach w Hostomlu oraz w okolicach Boryspola. Jednostka dowodzona jest przez Mamuka Mamułaszwiliego.
W 2015 roku Mamułaszwili za swoje zaangażowanie został odznaczony medalem Orderem Narodowego Bohatera Ukrainy.

## Historia
Legion został utworzony przez Mamuka Mamułaszwiliego w 2014 roku po aneksji Krymu przez Federację Rosyjską . Zaraz po utworzeniu legionu zaangażował się on w walki w Donbasie . Pierwszymi ochotnikami byli emerytowani wojskowi i weterani gruzińskiej armii . Jak podaje Mamułaszwili rekrutacja do oddziału odbywa się w porozumieniu z gruzińską armią .
19 września 2015 roku Mamułaszwili za swoje zaangażowanie został odznaczony medalem Orderem Narodowego Bohatera Ukrainy.
Na początku 2016 roku legion został oficjalnie włączony w skład Sił Zbrojnych Ukrainy. Stał się częścią 25 Samodzielnego Batalionu Piechoty Zmotoryzowanej „Ruś Kijowska”. Tym samym Gruzini stali się pierwszymi obcokrajowcami, którzy weszli w skład armii ukraińskiej. Mamułaszwili poinformował, że do jego oddziału ma dołączyć dziesięciu ochotników ze Stanów Zjednoczonych. Odbyło się to przy aprobacie gruzińskich władz, które oświadczyły, że obywatele gruzińscy walczący po stronie ukraińskiej nie będą pociągani do odpowiedzialności karnej za członkostwo w zagranicznych formacjach zbrojnych. Armia gruzińska miała poinformować, że w tamtym czasie na Ukrainie walczyło około 100 ochotników. Niekaralność za udział w zagranicznych formacjach zbrojnych nie obejmie Gruzinów walczących po stronie Rosji lub tzw. republik separatystycznych .
18 grudnia 2017 roku podano do informacji, że ośmiu ochotników gruzińskich zostało rannych w wyniku ostrzału artyleryjskiego w okolicach Switłodarśka. Informacja została potwierdzona przez Ambasadę Gruzji na Ukrainie.
W 2018 roku Mamułaszwili poinformował, że legion opuścił pod koniec 2017 roku struktury 25 Samodzielnego Batalionu Piechoty Zmotoryzowanej „Ruś Kijowska” i wejdzie w skład innej formacji. Powodem takiej decyzji miała być niekompetencja ukraińskiego dowództwa 54 Brygady Zmechanizowanej, której podporządkowany był batalion. Dowództwo ukraińskie oświadczyło natomiast, że w strukturach brygady nigdy nie było legionu gruzińskiego.
Kiedy w lutym 2022 Federacja Rosyjska dokonała inwazji na Ukrainę legion brał udział w walkach pod dowództwem Mamułaszwiliego. Ochotnicy walczyli między innymi w Hostomlu oraz brali udział w obronie Kijowa. Według szacunków w tym czasie w formacji znajdować się miało około 700 bojowników . Gruzini walczyli również w okolicach Boryspola .
15 lutego 2022 roku doszło do podpisania umowy o współpracy pomiędzy legionem a ukraińskimi federacjami sportowymi. W związku z zagrożeniem rosyjską inwazją Gruzini mieli prowadzić szkolenia wojskowe dla wojsk terytorialnych Ukrainy.
W marcu 2022 roku oddział Gruzinów dostał się pod ogień artyleryjski w okolicach Irpienia. Jeden z nich został ranny, a dwóch zginęło (Gia Beriaszwili i Dawit Ratiani). Zabici mieli być byłymi żołnierzami Sił Zbrojnych Gruzji, którzy w 2014 roku opuścili służbę .
Mamułaszwil zakonczyl sluzbe a Legion zostal rozfirmowany w kwietniu 2023 roku.

### Straty osobowe Gruzińskiego Legionu od momentu pełnoskalowej inwazji na Ukrainę
- Dawit Ratiani 17.03.22, Irpień
- Gia Beriaszwili, 17.03.22, Irpień
- Bachwa Czikobawa 19.03.22, Mariupol
- Dawit (Dato) Gobedżiszwili 27.03.22, Irpień
- Dawit Menabdiszwili, 09.04.22, Charków
- Nikoloz (Nika) Szanawa, 09.04.22, Charków
- Alexander (Alika) Caawa, 16.04.22, Rubiżne
- Arkadi Kasradze, 16.04.22, Rubiżne
- Zaza Bicadze, 16.04.22, Rubiżne
- Tato Bigwawa, 12.05.22, Mariupol
- Rati Szurgaia, 14.05.22, Izium
- Giorgi Grigolia, 06.06.22, Bachmut
- Kiril Szanawa, 08.06.22, Ługańsk
- Aluda Zwiadauri, 19.06.22, Lisiczańsk

## Kontrowersje
W kwietniu 2022 roku CNN i „New York Times” dokonały analizy nagrań z egzekucji rosyjskich jeńców w rejonie Kijowa. Ze wstępnych ustaleń wynika, że sprawcami egzekucji mogli być członkowie legionu. Minister spraw zagranicznych Ukrainy Dmytro Kułeba obiecał, że sprawa zostanie wyjaśniona . Sam Mamułaszwili stwierdził, że jego żołnierze po masakrze w Buczy nie będą brali jeńców.